# Roland Martin (Archäologe)
Roland Martin (* 15. April 1912 in Chaux-la-Lotière, Département Haute-Saône; † 14. Januar 1997 in Fixin, Département Côte-d’Or) war ein französischer Klassischer Archäologe, der sich vor allem mit Städtebau und Architekturgeschichte der griechischen Antike befasste.
Martin wurde 1934 an der École normale supérieure aufgenommen, studierte Altertumswissenschaften an der Universität Paris (Sorbonne) und bestand 1938 die Agrégation (Staatsprüfung für das höhere Lehramt) im Fach Grammatik. Von 1938 bis 1946 war er Mitglied der École française d’Athènes – unterbrochen vom Wehrdienst im Zweiten Weltkrieg. Er arbeitete an Ausgrabungen in Delphi, Delos und Thasos. Von 1936 bis 1971 lehrte er an der Universität Dijon, seit 1956 als Professor, von 1960 bis 1966 war er dort Dekan der geisteswissenschaftlichen Fakultät. Zusätzlich war er von 1957 bis 1964 assoziierter Professor an der Universität Lausanne. Von 1965 bis 1980 war er Directeur d'études für griechische Archäologie an der École pratique des hautes études (EPHE) und von 1971 bis 1980 Professor für griechische Kunstgeschichte und Archäologie an der Université Paris 1 Panthéon-Sorbonne. 
Von 1956 bis 1969 war er Direktor des Bezirks der historischen Altertümer von Burgund. Von 1957 bis 1979 leitete er den von ihm gegründeten Dienst für antike Architektur beim Centre national de la recherche scientifique (CNRS), von dem er 1981 mit einer Goldmedaille geehrt wurde. Er gehörte der Académie des Inscriptions et Belles-Lettres ab 1968 als korrespondierendes und ab 1975 als ordentliches Mitglied an. 
Forschungsschwerpunkt Martins waren Architektur und Urbanismus des antiken Griechenlands. Dazu, aber auch zur antiken griechischen Kunst generell, verfasste er mehrere Überblickswerke. Auf der Insel Thasos führte er Ausgrabungen durch.

## Schriften
- Le monde grec. 1964. Deutsche Übersetzung: Griechische Welt. Hirmer, München 1967 (mit Fotos von Henri Stierlin). Neuausgabe: Griechenland. Taschen, Köln 1994, ISBN 3-8228-9525-3 (Architektur der Welt, 7).
- Manuel d’architecture grecque. Band 1. Matériaux et techniques. Picard, Paris 1965.
- Grèce archaïque. Galimard, Paris 1968. Deutsche Übersetzung: Das archaische Griechenland 620–480 v. Chr. Beck, München 1969; 2. Auflage 1985, ISBN 3-406-03014-9 (mit Jean Charbonneaux und François Villard).
- La Grèce classique. Gallimard, Paris 1969. Deutsche Übersetzung: Das klassische Griechenland 480–330 v. Chr. Beck, München 1971; 2. Auflage 1985, ISBN 3-406-03016-5 (mit Jean Charbonneaux und François Villard).
- Grèce hellenistique. Galimard, Paris 1970. Deutsche Übersetzung: Das hellenistische Griechenland 330–350 v. Chr. Beck, München 1971, ISBN 3-406-03018-1; 2. Auflage 1988, ISBN 3-406-31715-4 (mit Jean Charbonneaux und François Villard).
- L’Urbanisme dans la Grèce antique. 2. Auflage. Picard, Paris 1974.
- Architektur der frühen Hochkulturen. Belser, Stuttgart 1975, ISBN 3-7630-1701-1 (mit Seton Lloyd und Hans Wolfgang Müller).
- mit Henri Metzger: La religion grecque. PUF, Paris 1976; 2. Auflage 1992.
- L’Acropole d’Athènes. BNP, Paris 1982.
- Dictionnaire méthodique de l’architecture grecque et romaine. Band 1. Matériaux, techniques de construction, techniques et formes du décor. École française, Athen 1985 (mit René Ginouvès u. a.).
- Griechenland. DVA, Stuttgart 1987, ISBN 3-421-02859-1 (Weltgeschichte der Architektur).
- Architecture et urbanisme. École française, Athen 1987.
- L’art grec. Librairie générale française, Paris 1994.